# Partido Nacional Democrático (Georgia)
El Partido Nacional Democrático (en georgiano: ეროვნულ-დემოკრატიული პარტია) es un partido político democristiano de Georgia fundado en 1988 por Giorgi Chanturia.

## Historia
El partido fue establecido en 1988 por Giorgi Chanturia como un grupo radical escindido de la Sociedad Iliá Chavchavadze. Aunque antes también existió otro partido con el mismo nombre entre la intelectualidad georgiana y en la República Democrática de Georgia de 1917 a 1924, este partido no tiene ningún tipo de relación con el de comienzos de siglo.En el primer Congreso Fundacional del PND, celebrado del 30 de noviembre al 1 de diciembre del mismo año, se decidió que el objetivo del partido era “restaurar la independencia de Georgia”. El 1 de septiembre de 1991, una sesión del Consejo de Diputados del Pueblo de Osetia del Sur proclamó la República de Osetia del Sur. Al día siguiente, tuvo lugar una manifestación del Partido Nacional Democrático de Georgia en Tiflis, en la que se exigió la dimisión del presidente Gamsajurdia.
El 3 de diciembre de 1994, Chanturia fue asesinada como consecuencia de un intento de asesinato. Los miembros del partido decidieron dejarlo como presidente póstumo y la dirección real del partido fue confiada al presidium. En 1995, el cargo de jefa del partido lo asumió la viuda de George Chanturia, Irine Sarishvili-Chanturia.
Antes de las elecciones presidenciales de 2018, el partido se unió a la coalición La Fuerza está en la Unidad y la Oposición Unida bajo el liderazgo de Bachuki Kardava.
En 2023, el partido interrumpió su cooperación con la coalición La Fuerza Está en la Unidad después de respaldar a los candidatos preferidos del partido gobernante para la Corte Suprema de Justicia de Georgia.Tras las protestas en Georgia de 2023 contra la ley de agentes extranjeros, la presidenta del país Salomé Zurabishvili promovió la Carta de Georgia, un plan para la próxima legislatura en con el objetivo de satisfacer las demandas de los manifestantes y acercar al país a la Unión Europea. El Partido Nacional Democrático, junto con otros partidos de la oposición al gobierno de Sueño Georgiano se adhirieron al estatuto el 4 de junio de 2024.

## Resultados electorales

### Elecciones parlamentarias
| Elección | Votos   | %     | Representantes | +/–         | Posición | Coalición                    | Candidato                  |
| -------- | ------- | ----- | -------------- | ----------- | -------- | ---------------------------- | -------------------------- |
| 1992     | 211.938 | 9,21  | 14/235         | Nuevo       | 3.º      |                              | Giorgi Chanturia           |
| 1995     | 169.218 | 8,45  | 34/235         | 20          | 2.º      |                              | Irine Sarishvili-Chanturia |
| 1999     | 95.039  | 4,74  | 0/235          | 34          | 5.º      | Alianza Nacional Democrática |                            |
| 2003     | 407.045 | 22,10 | 0/235          | Sin cambios | 1.º      | Por una Nueva Georgia        |                            |
| 2004     | 38.247  | 2,61  | 0/150          | Sin cambios | 6.º      | Alianza Nacional Democrática |                            |
| 2012     | 3.050   | 0,14  | 0/150          | Sin cambios | 8.º      |                              |                            |
| 2020     | 522.463 | 27,14 | 1/150          | 1           | 2.º      | La Fuerza está en la Unidad  | Bachuki Kardava            |